# Coenochilus propygidialis
Coenochilus propygidialis är en skalbaggsart som beskrevs av Moser 1915. Coenochilus propygidialis ingår i släktet Coenochilus och familjen Cetoniidae. Inga underarter finns listade i Catalogue of Life.